# Palacanthilhiopsis vervierii
Palacanthilhiopsis vervierii é uma espécie de gastrópode  da família Hydrobiidae.
É endémica de França.